# فهرست آثار درباره حافظ
این مقاله به فهرست آثار دربارهٔ حافظ می‌پردازد. آگاهی از زندگانی حافظ، مدت‌ها بر چند روایت تأییدنشده استوار بود. نخستین پژوهش‌های علمی در این خصوص توسط عبدالرحیم خلخالی، محمد معین، سعید نفیسی، قاسم غنی و محمد قزوینی انجام شد. در سده‌های اخیر پژوهش‌های فراوانی دربارهٔ حافظ و دیوانش انجام گرفته‌است. عبدالحسین زرین‌کوب، بهاءالدین خرمشاهی، منوچهر مرتضوی، مهرداد نیکنام، ابوالقاسم رادفر، علی‌اکبر رزاز، مهیندخت صدیقیان، پرویز اهور و سیروس شمیسا از شناخته‌ترین پژوهشگران ایرانی دربارهٔ حافظ هستند.
بنابر پژوهش حاجیان و احمدی، از آغاز سیر حافظ‌پژوهی در سال ۱۲۹۸ تا سال ۱۳۹۰ ه‍.ش، نزدیک به ۲۰۸۲ مقاله دربارهٔ شرح ابیات دیوان حافظ؛ معرفی انواع ویرایش‌های دیوان حافظ؛ نقد کتاب‌ها و مقالات؛ نسخه‌شناسی و معرفی نسخ؛ تحلیل شخصیت، اندیشه و زندگی حافظ؛ حافظ و دیگران؛ تحلیل زیبایی‌شناسی شعر حافظ و دیگر موضوعات نوشته شده‌است. بر اساس داده‌های مستند خانهٔ کتاب ایران، از سال ۱۳۷۸ تا ۱۳۹۵، ۳۱۶۲ اثر با موضوع دیوان حافظ؛ دیوان خوشنویسی‌شدهٔ حافظ؛ شرح، ترجمه، و گزیدهٔ دیوان؛ فالنامه؛ و کتاب‌هایی دربارهٔ حافظ با محتوای نقد و بررسی؛ تاریخ، اندیشه و سرگذشت حافظ در ایران چاپ و منتشر شده است. برخی از کتاب‌هایی که در این زمینه چاپ شده‌اند عبارتند از: تاریخ عصر حافظ: بحث در آثار و افکار و احوال حافظ نوشتهٔ قاسم غنی، حافظ شیرین‌سخن نوشتهٔ محمد معین، کوچهٔ رندان نوشتهٔ عبدالحسین زرین‌کوب، مکتب حافظ اثر منوچهر مرتضوی، کتابشناسی حافظ گردآوری مهرداد نیکنام، حافظ‌شناسان و حافظ‌پژوهی گردآوری ابوالقاسم رادفر. برخی از شرح‌های دیوان حافظ نیز عبارتند از: شرح اشارات حافظ اثر علی‌اکبر رزاز، حافظ‌نامه اثر بهاءالدین خرمشاهی، شرح غزل‌های حافظ از حسینعلی هروی و آیینهٔ جام اثر عباس زریاب خویی. شرح‌ها و پژوهش‌های دیوان یا بخشی از آن به زبان‌های اردو، پنجابی، سندی، عربی، انگلیسی، فرانسه، آلمانی، روسی، چکی، دانمارکی، فنلاندی، ایتالیایی، لاتین، لیتوانیایی، لهستانی، صربی، و ترکی هست.
همه ساله نشست‌های گوناگونی در زمینهٔ حافظ‌پژوهی در ایران و جهان برگزار شده و می‌شود. از آن دسته نشست‌های علمی حافظ‌پژوهی در تهران با همکاری معاونت فرهنگی شهر کتاب، دانشگاه حافظ و مؤسسهٔ دانشنامهٔ فارس و با حضور حافظ‌پژوهان برگزار می‌شود. انتشار سالانهٔ دفتر حافظ‌پژوهی نیز از دیگر فعالیت‌هاست که دربردارندهٔ سخنرانی‌های ایرادشده در نشست‌های علمی است. در دیگر کشورها نیز مراسم بزرگ‌داشت حافظ از سوی رایزنی‌های فرهنگی ایران و با حضور دوستداران زبان و ادب فارسی و انجمن‌های ادبی برگزار می‌شود.

## فارسی

### فرهنگ‌ها
دربارهٔ دیوان حافظ فرهنگ‌هایی گردآوری شده است. از این دستند: این راه بی‌نهایت گردآوری بهرام اشتری، فرهنگ اشعار حافظ گردآوری احمدعلی رجایی بخارایی، فرهنگ بسامدی غزل‌های حافظ گردآوری دانیلا منگینی کورل، فرهنگ ده هزار واژه از دیوان حافظ گردآوری ابوالفضل مصفا، فرهنگ شرح‌های حافظ گردآوری بهادر باقری، فرهنگ واژه‌نمای حافظ گردآوری مهین‌دخت صدیقیان و همکاری ابوطالب میرعابدینی، فرهنگ واژه‌های ایهامی در اشعار حافظ گردآوری محمد ذوالریاستین.

## عربی
پس از خیام و رباعیاتش، حافظ و دیوانش بیشترین اثرگذاری را در قلمرو ادب عرب داشته است. ابراهیم امین شواربی، دانشجوی مصری، نخستین کسی بود که حافظ‌پژوهی را آغاز کرد. او دو اثر در این‌باره دارد: اغانی شیراز و حافظ الشیرازی شاعر الغناء الغزل فی ایران. اثر دوم، پایان‌نامهٔ دکتری او در سال ۱۳۲۲ ه‍.ش/۱۹۴۳ م در دانشگاه فؤاد اول در قاهره است. یک سال بعد آن را به طه حسین تقدیم کرد و در مطبعة المعارف قاهره چاپ شد. با آنکه مقدمهٔ طه حسین بر این کتاب محتوای تازه‌ای ندارد، اما به‌خاطر یونانی‌گرایی او و تحقیرش نسبت به ادب فارسی، این مقدمهٔ ستایش‌آمیز مورد توجه قرار می‌گیرد. کتاب مجدداً در سال ۱۴۱۰ ه‍.ق/۱۹۸۹ م در دارالروضهٔ بیروت چاپ شد. در سال ۱۳۶۸ ه‍.ش/۱۹۸۹ م، به‌مناسبت ششصدمین سال درگذشت حافظ کنگره‌ای در زمینهٔ حافظ‌پژوهی در جهان عرب به‌همت وابستهٔ فرهنگی ایران در سوریه برگزار شد. سخنرانی‌های این مراسم در کتابی با عنوان حافظ الشیرازی، شاعر العرفان و الانسان در سال ۱۴۰۹ ه‍.ق/۱۹۸۹ م در دمشق چاپ شد. در این کتاب دو قصیده نیز از صلاح صاوی و نجم‌الدین صالح دربارهٔ حافظ و دیوانش آمده است.

## زبان‌های شبه‌قاره
| فهرستِ پژوهشگران و شارحانِ زبان‌های شبه‌قارهٔ دیوانِ حافظ |                                                                                  | | |
| ردیف                                                | شارح                                                                             | فعالیت | توضیحات |
| پژوهش‌ها و شرح‌های فارسی                              |                                                                                  | | |
| ۱                                                   | میر سید علی همدانی                                                               | گردآوریِ مراودات دیوان حافظ از گفته‌های میر سید علی همدانی توسط یکی از شاگردان؛ رساله‌ای کوچک دربارهٔ شرحِ اصطلاحاتِ عرفانی و بعضی ابیاتِ دیوانِ حافظ؛ انتشار به‌صورتِ نسخه‌برگردان در کتابِ احوال و آثار و اشعار میر سیدعلی همدانی در سال ۱۹۹۱ م؛ سپس‌تر چاپِ متنِ ویرایش‌شده در مجلهٔ بخارا | |
| ۲                                                   | شاه وجیهُ‌الدّین گَجَراتی (د. ۹۹۸ ه‍.ق)                                                 | تفسیرِ بیتِ «پیر ما گفت خطا بر قلم صنع نرفت ...» | |
| ۳                                                   | بدرُالدّین اکبرآبادی                                                               | نگارشِ شرحِ بَدرُ الشُّروح در سال ۱۲۵۴ ه‍.ق؛ نخستین انتشار در ۱۹۰۴ م در هند به‌کوشش محمد عبدالاحد رضوی دهلوی به‌صورتِ چاپ سنگی؛ انتشارِ دوم در ۱۳۶۲ در تهران | بهره‌گیری از بیش از ۲۲ کتاب برای این شرح |
| ۴                                                   | سیفُ‌الدّین ابوالْحسن عبدالرّحمان لاهوری متخلص به خَتمی                                | نگارشِ شرحِ مَرَجُ الْبَحرَیْن در سال ۱۰۲۶ ه‍.ق و تقدیم به شاه جهان در سال ۱۰۳۸ ه‍.ق؛ تفسیرِ ابیاتِ مشکلِ دیوانِ حافظ به روشِ مشربِ عرفانیِ ابن عربی؛ استفاده از منابعِ گوناگون | نخستین شرحِ اشعارِ حافظ در شبه‌قاره؛ چاپ با عنوان شرح عرفانی غزل‌های حافظ به‌کوشش خرّمشاهی، منصوری و مطیعی در تهران؛ منتخبِ این کتاب به‌نام زُبدَةُالْبَحرَیْن                                   |
| ۵                                                   | ختمی لاهوری                                                                      | نگارشِ شرحِ عرفانیِ غزل‌های حافظ دربارهٔ شرحِ مفصلِ ۴۶۳ غزل حافظ؛ چاپ در چهار جلد در تهران در سال ۱۳۷۴ | به‌خاطر درگذشتِ ختمی در زمانِ نگارش، منسوب به ختمی است؛ احتمالاً متعلق به تهتلی |
| ۶                                                   | محمد افضلُ‌الدّین                                                                   | نگارشِ شرحِ دیوانِ حافظ به‌سال ۱۰۲۶ ه‍.ق | |
| ۷                                                   | شجاع بن حسین                                                                     | نگارشِ اصطلاحات و لغاتِ دیوانِ حافظ | |
| ۸                                                   | ملا یوسف لاهوری                                                                  | نگارشِ شرحِ دیوانِ حافظ | |
| ۹                                                   | عبدالله عبدالحق افغان خویشگی قصوری چشتی متخلص به عبدی                            | نگارشِ بَحرُ فِراسَةِ اللّافِظ فی شرحِ دیوانِ خواجه حافظ یا شرح دیوان خواجه حافظ؛ شرحی صوفیانه | نگارشِ کتابی دیگر در همین‌باره با عنوان خلاصَةُ الْبحر فی اِلتقاطِ الدُّرَر شاملِ گزیده‌ای از بحر فراسة اللافظ و افزودنِ مطالبی تازه؛ عدمِ قطعیت دربارهٔ استقلالِ خلاصة البحر از دیگر آثارِ خویشگی |
| ۱۰                                                  | محمد بن یحیی بن عبدالْکریم لاهوری                                                 | نگارشِ شرحِ دیوانِ حافظ در سال ۱۰۷۷ ه‍.ق؛ شرحی صوفیانه و ادبی | |
| ۱۱                                                  | طُغرای مشهدی (د. ۱۰۷۸ ه‍.ق)                                                         | نگارشِ دیباچهٔ معیارُ الْاِدراک؛ شرح بعضی از اشعارِ حافظ به نثرِ مُسَجَّع | |
| ۱۲                                                  | محمد سعد                                                                         | نگارشِ شرحِ دیوانِ حافظ به‌سال ۱۱۰۰ ه‍.ق؛ معنیِ چند واژه از هر غزل؛ گاهی توضیحِ معنای کاملِ بعضی ابیات و پرداختن به اشاره‌ها در غزل‌ها | |
| ۱۳                                                  | محمد افضل سرخوش اله‌آبادی (د. ۱۱۰۷ ه‍.ق)                                            | نگارشِ کشفُ الْاَستار عن وجوهِ مشکلاتِ الْاَشعار؛ شرحی عرفانی | |
| ۱۴                                                  | زین‌العابدین ابراهیم‌آبادی                                                         | نگارشِ طورِ معانی یا طومارِ معانی به‌سال ۱۱۱۸ ه‍.ق؛ شاملِ موضوعاتِ فلسفی و عرفانی و نجوم و علوم طبیعی | |
| ۱۵                                                  | بهلول کول بن مرزاخان برکی جالندهری (د. ۱۱۷۰ ه‍.ق)                                  | نگارشِ فوایدُ الْاَسرار فی رفعِ الْاَستار عن عُیونِ الْاَغیار به‌سال ۱۱۱۹ ه‍.ق؛ بیانِ موضوعاتِ فقهی و مذهبی در مقدمه و اجتناب از شرحِ ابیاتِ به‌ظاهر مغایر با شرع؛ تمایل به شرحِ عرفانی و تفسیر بر مبنای اصطلاحاتِ صوفیان                                                                         | |
| ۱۶                                                  | بهلول کول بن مرزاخان برکی جالندهری (د. ۱۱۷۰ ه‍.ق)                                  | نگارشِ فرهنگِ لغاتِ دیوانِ حافظ | |
| ۱۷                                                  | سراجُ‌الدّین علی خان آرزو (د. ۱۱۶۹ ه‍.ق)                                              | نگارشِ سِراجِ وَهّاج دربارهٔ نقد و تفسیرِ شرحِ چهار منتقدِ شبه‌قاره درباره بیتِ «کشتی‌شکستگانیم» به نام‌های عزت، روشن‌ضمیر، نثاری و ماهر | |
| ۱۸                                                  | غلام جیلانی رفعت رامپوری (د. ۱۲۳۵ ه‍.ق)                                            | نگارشِ غزالِ رعنا با موضوعِ شرحِ دیوانِ حافظ | |
| ۱۹                                                  | سید محمد صادق علی رضوی لکهنوی                                                    | نگارشِ شرحِ دیوانِ حافظ؛ همان مرج البحرینِ ختمی با کمی تصرف؛ نگارش به‌دستورِ منشی کول کشور | |
| ۲۰                                                  | کانکل بن نورالله بن محمد سعید نامدار به شیخ آخوند                                | نگارشِ شرحِ غزلیات حافظ شیرازی؛ رعایتِ ترتیبِ الفباییِ قافیه و ردیفِ ابیات؛ استفاده از آیاتِ قرآن، احادیث و اشاره‌های عرفانی | |
| ۲۱                                                  | مولانا عبدالرب نیای قاضی عبدالرب دارمنگویی                                       | نگارشِ شرحِ مُغَلَّقات و لغاتِ دیوانِ حافظ | |
| ۲۲                                                  | محمد هادی علی متخلص به اشک                                                       | نگارشِ حواشی بر دیوانِ حافظ؛ انتشار به‌همراهِ اصلِ دیوان در ۱۲۸۵ ه‍.ق در لکهنو | |
| ۲۳                                                  | ابوسلیمان ظهیرُالدّین احمد نامدار به خواجه محمد اشرف علی حنفی قادری نقشبندی لکهنوی | نگارشِ فرهنگِ دیوانِ حافظ شیرازی؛ دارای دو بخشِ معنیِ واژگانِ عربی به فارسی و فرهنگِ لغاتِ فارسی به فارسی؛ چاپ در ۱۳۰۸ ه‍.ق به‌کوششِ قطب‌الدین احمد | |
| ۲۴                                                  | قطبُ‌الدّین قندهاری                                                                 | نگارشِ مِفتاحُ الْکُنوز علی حافظِ الرُّموز؛ شرحی عرفانی به‌سال ۱۳۰۷ ه‍.ق؛ چاپ سنگی در دو جلد در ۱۳۱۱ ه‍.ق در کراچی | |
| ۲۵                                                  | خواجه شمس‌الدین احمد                                                              | نگارشِ اصطلاحاتُ الصّوفیه؛ فرهنگِ اصطلاحاتِ عرفانی و به‌ویژه اصطلاحاتِ دیوانِ حافظ؛ چاپ با تجدید نظر توسط سید جلال اندرابی در ۱۳۲۲ ه‍.ق در لکهنو | |
| ۲۶                                                  | محمد خطاب نامدار به ملاگاره                                                      | نگارشِ حاشیه بر دیوانِ حافظ؛ چاپ همراه با دیوان در ۱۹۰۴ م در دهلی | |
| ۲۷                                                  | عبدالعزیز محمد عبدالرشید لاهوری                                                  | نگارشِ فرهنگِ بعضی اصطلاحاتِ حافظ شیرازی؛ انتشار همراه با اصل و ترجمهٔ تعدادی از غزل‌ها به زبانِ پنجابی در ۱۳۳۳ ه‍.ق در لاهور | |
| ۲۸                                                  | میر محمد شیرازی                                                                  | نگارش روضَةُالشُّعَرا؛ شرحی عرفانی | |
| ۲۹                                                  | میرزا غلامعلی بیگ                                                                | نگارشِ تراکیبُ الْاَقدام؛ شرحِ اشعار و اصطلاحاتِ دیوانِ حافظ | |
| ۳۰                                                  | مظفر (یا ظفر) حسین بن خان محمد رامپوری                                           | نگارشِ شرحِ دیوانِ حافظ در لاهور | |
| ۳۱                                                  | الله جویا                                                                        | نگارشِ شرحِ دیوانِ حافظ | |
| پژوهش‌ها و شرح‌های اردو                               |                                                                                  | | |
| ۱                                                   | محمد اسماعیل خان                                                                 | نگارشِ شرحِ گُلبُنِ معرفت در سه بخش و چاپ به‌ترتیب در سال‌های ۱۹۰۳، ۱۹۰۴ و ۱۹۰۶ م | |
| ۲                                                   | محمد یوسف علی شاه چشتی نظامی                                                     | نگارشِ شرح یوسفی دربردارندهٔ شرحِ غزلیاتِ حافظ همراه با متن اشعار به‌سال ۱۳۰۷ ه‍.ق در لکهنو | |
| ۳                                                   | محمد عبداللطیف خان گوجروی اکبرآبادی (د. ۱۹۹۱ م)                                  | نگارشِ شرح اَلشَّرعُ فِی الْمَجاز، شرحِ دیوانِ حافظ شیراز دربردارندهٔ غزل‌های دیوانِ حافظ با ردیف‌های الف، ب و ت | |
| ۴                                                   | کامران کامل                                                                      | نگارشِ شرحِ انتخاب غزلیات حافظ | |
| ۵                                                   | جلال‌الدین احمد جعفری زینبی                                                       | گزیدهٔ غزل‌ها همراه با فرهنگِ اصطلاحات و شرح حالِ حافظ و نقدی بر شعرش با عنوان لسان الغیب یعنی خواجه حافظ شیراز کی حالات زندگی اور ان کلام در نقد اور انتخاب غزلیات | |
| ۶                                                   | مُغیثُ‌الدّین فریدی                                                                  | نگارشِ انتخاب غزلیات حافظ مع فرهنگ در شرحِ ۴۰ غزل همراه با فرهنگِ لغات به اردو | |
| ۷                                                   | میرولی‌الله ادیب ایبت‌آبادی                                                        | نگارشِ شرح لسان‌الغیب یعنی اردو شرح دیوانِ حافظ مع مفصل سوانح عمری در چهار جلد؛ از بهترین شرح‌های دیوانِ حافظ به زبان اردو؛ چاپ در پنج نوبت از سال ۱۹۱۶ م | نگاهی تحقیقی و علمی در شرح و تفسیرِ اشعار؛ نقدی بر اثر نوشتهٔ ابوالحسن محمد صدیقی بدایونی                                                                                           |
| ۸                                                   | شخصی گمنام به‌نام رازی                                                            | نگارشِ شرح و ترجمهٔ غزل‌ها با قافیه یا ردیف «م» با نام خَمریات برای کتاب کمک درسی دانشجویی به‌همراه معنی واژگان؛ چاپ در لاهور | |
| ۹                                                   | شمس بریلوی                                                                       | نگارشِ شرحی همراه با ترجمه بر دیوان در سال ۱۳۹۱ ه‍‍.ق در مقابله با نسخهٔ قزوینی و غنی؛ نگارش بخشی دربارهٔ زندگی حافظ و نقدِ اشعارش با استفاده از شعرُ الْعَجَم شِبلیِ نُعمانی؛ معنی کردن واژگان مشکل هر بیت با عنوان «حل لغات»؛ توضیحِ ترکیب‌های ویژهٔ هر بیت و شرحِ آن                       | بیانِ خوبِ مفاهیمِ دشوارِ شعرِ حافظ به‌خاطر تسلط بر زبان و ادب فارسی |

## آلمانی
در سال ۱۹۵۰ م، در نسخهٔ ترکیِ دانشنامهٔ اسلام، مقاله‌ای از هلموت ریتر دربارهٔ حافظ همراه با زندگی‌نامه‌ای کوتاه و پژوهش‌های مهم دربارهٔ حافظ منتشر شد. پژوهشگرانِ دیگری مانند هانس هاینریش شدر در کتاب تجربهٔ گوته از شرق و هانس روبرت رومر در مسائل حافظ‌شناسی به تحلیل و تفسیرِ شعرِ حافظ پرداختند و موضوعات تازه‌ای را در زمینهٔ حافظ‌پژوهی در زبان آلمانی مطرح کردند. یوهان کریستف بورگل کتابی با عنوان سه رساله دربارهٔ حافظ در سال ۱۹۷۵ م به چاپ رساند که در آن افزون بر ترجمه، به تفسیرِ شعرِ حافظ و بررسیِ موضوعِ گوته و حافظ و مفاهیمی مانندِ عقل و عشق پرداخت.

## ایتالیایی
جیاکومو لنتی مقاله‌ای دربارهٔ حافظ و شعرِ او در نشریه‌ای ادبی در تورین برپایهٔ آثارِ شرق‌شناسانِ اروپایی مانند رویتسکی، جونز و هامرپورگشتال منتشر کرد. او این مقاله را با استناد به دیوانِ چاپِ کلکته در سال ۱۷۹۱ م نوشت. لنتی در این مقاله از مهم‌ترین مفسرانِ دیوان مانند سودی و سروری نام برده است. احتمالاً این مقاله، نخستین فعالیت در معرفیِ حافظ به جامعهٔ نوینِ ایتالیا به‌شمار می‌رود. لنتی در این مقاله حافظ را با آناکرئون مقایسه کرده و بحثی دربارهٔ معنای حقیقی و مجازیِ اشعار مطرح کرده است.
نخستین همایشِ بین‌المللیِ شعرِ حافظ در سال ۱۹۷۶ م، از سوی باوزانی در آکادمی ملی لینچه‌ای در رم برگزار شد. در این همایش پژوهشگرانی مانند ژیلبر لازار با سخنرانی‌ای دربارهٔ «زبانِ نمادینِ حافظ»، یوهان کریستف بورگل با سخنرانی «شاعر و شعر در دیوانِ حافظ»، و جانروبرتو اسکارچا با مقایسهٔ جزئیاتِ «دیدگاهِ طبیعی در شعرِ حافظ» و سبکِ فرّخی سیستانی و صائب تبریزی شرکت کردند. مقالهٔ باوزانی با نام «محسوس و فرامحسوس در شعرِ حافظ» که در افتتاحیهٔ همایش خوانده شد، چاپ شده است. باوزانی در این مقاله، شعرِ «تُرکِ شیرازیِ» حافظ را تحلیل و با ترجمه‌هایش توسط ویلیام جونز، ایتالو پیتتسی و اسکارچا مقایسه می‌کند. او در این مقاله برای درکِ معنیِ واقعیِ شعرِ حافظ، خواننده را به شنیدنِ آهنگِ پاسیونه که به زبان ناپلی سروده شده، دعوت می‌کند.
کتاب کشف اللغات دیوان حافظ که نخستین کتاب از پروژهٔ «لیریکا پرسیکا» است در سال ۱۹۸۹ م توسط دانیه لا منگینی و ریکاردو زیپولی به چاپ رسید. این پروژه که براساسِ روشِ پردازشیِ رایانه‌ای انجام شد، کارِ ایجادِ پایگاهِ داده‌هایی از شعرِ غناییِ فارسی از دیدگاهِ نشانه‌شناسانه و ساختارگرایانه را بر عهده داشت. زیپولی با بهره‌گیری از این پردازشِ رایانه‌ای و با نگاه به سبک‌شناسیِ متونِ فارسی، چندین مقاله دربارهٔ حافظ نوشت.
در طولِ دهه‌های ۱۹۹۰ و ۲۰۰۰ م، در نتیجهٔ فعالیتِ ایران‌شناسان و با تلاش الساندرو باوزانی، حافظ دوباره در ایتالیا به اوجِ شهرت رسید و نتیجهٔ این حافظ‌پژوهیِ نوین، حضورِ حافظ در محافلِ شعرِ ایتالیا و اثرگذاری بر آنها بود. از فعالیت‌های علمیِ کارلو ساکونه دربارهٔ حافظ‌پژوهی، تحلیلِ قوی‌اش دربارهٔ نکاتِ مشترکِ میان شعرِ حافظ و شعرِ ایتالیاییِ سبکِ جدید است. این سبک در اواخرِ سدهٔ سیزدهم و اوایلِ سدهٔ چهاردهمِ میلای رواج یافت و مرتبط با شاعرانِ توسکانی است که واله از آنان گفته بود. ساکونه چندین مقاله دربارهٔ تحلیلِ ویژگی‌های شعرِ حافظ دارد، ازجمله: «شاهدگرایی و مدیحه‌سرایی در شعرِ فارسیِ سده‌های میانه»، «حافظ و ترجمه»، «شاهِ خوبان در غزلِ فارسی و شیفتگانِ مفلسِ عشق»، «شراب، شاهدان، و کفر در محضرِ خدا، چند یادداشت دربارهٔ دیوانِ حافظ» و «مالیخولیا و خیالِ معشوق در دیوانِ حافظ».
در تازه‌ترین فعالیت‌های حافظ‌پژوهی در ایتالیا، جنبشی شکل گرفته است که ترجمه‌های گوناگونِ شعرِ حافظ در سال‌های اخیر را ارائه می‌دهد تا از این راه، خلاقیتِ هنریِ شاعرانِ معاصرِ ایتالیا با استفاده از شعرِ حافظ شکوفا شود. دومنیکو اینجنیتو در سال ۲۰۰۷ م، ترجمه‌هایی تحت‌اللفظی از بعضی غزل‌های حافظ را به‌همراهِ اطلاعاتی ادبی، تاریخی و مذهبی برای تعدادی از شاعرانِ ایتالیایی فرستاد و خواست با مطالعهٔ آن‌ها دربارهٔ معنی و ارزشِ جهان‌بینیِ آن اشعار برای اوضاعِ فرهنگیِ ایتالیا، اندیشه و نظرِ خود را ابراز دارند. یک سال بعد، هر کدام از شاعران، بازنویسی‌های آزاد از متن کردند که اکنون از پسندیده‌ترین نمونه‌های شعرِ ایتالیاییِ معاصر شمرده می‌شوند. بعضی از شاعرانِ شرکت‌کرده در این پروژه عبارتند از: آنتونلا آندا، فرانکو بوفونی، آندره آ زانزوتو، روزاریا لوروسو، عمر غیانی و ادوئاردو زوکاتو. این بازنویسی‌ها در نخستین جشنوارهٔ بین‌المللیِ ترجمهٔ ادبی در پاییزِ ۲۰۰۹ م، ارائه شد.

## ترکی عثمانی
| فهرستِ شرح‌ها در قلمرو عثمانی بر دیوانِ حافظ | | | |
| ردیف                                      | شارح | فعالیت | توضیحات |
| ۱                                         | مُصلِحُ‌الدّین مصطفی سروری (د. ۹۶۹ ه‍.ق) شارحِ گلستان و مثنوی معنوی و آموزگارِ شاهزاده مصطفی، فرزند سلطان سلیمان قانونی | شرح بر دیوانِ حافظ | شرحی همراه با خطا |
| ۲                                         | شمع‌الله شمعی (د. پس از ۱۰۰۹ ه‍.ق) صوفی سدهٔ دهمِ هجری قمری و شارحِ بوستان، گلستان، بهارستان، منطق‌الطیر و مثنوی      | شرح بر دیوانِ حافظ | شرحی همراه با خطا |
| ۳                                         | محمد بن حسن قونیوی مولوی اشعری (د. ۱۲۴۴ ه‍.ق) متخلص به «وهبی» و از مشایخِ طریقتِ مولویه                            | شرح بر دیوانِ حافظ در دو بار؛ یک بار در یک جلد و دیگر بار در دو جلد با قطعِ رحلی و در ۱۵۳۵ صفحه در در ۱۲۸۹ ه‍.ق؛ اصرار بر ارتباطِ همهٔ ابیاتِ دیوان با آیه‌ای یا حدیثی؛ باور به اینکه حافظ در طریقتِ مولویه بوده و واژگانش بارِ عرفانی دارند.                                              | نگارشِ متنِ شرح در میانهٔ کتاب در ابعاد ۲۳×۱۲ سانتی‌متر، و چاپ شرحِ سودی در حاشیهٔ ۲۸×۱۸ سانتی‌متری‌اش |
| ۴                                         | سودی بوسنوی عالم سدهٔ دهمِ هجری قمری و مسلط بر زبانِ فارسی و تاریخ‌شناس                                            | شرح بر دیوانِ حافظ؛ تفکیکِ اشعارِ حافظ از شعرِ دیگران و تعیینِ سرایندگان بعضی از آن اشعار؛ چاپ در سه جلد و در سال ۱۲۵۰ ه‍.ق در استانبول؛ چاپ در ایران به ترجمهٔ عصمت ستارزاده در سال ۱۳۴۱ ه‍.ش با عنوانِ شرح سودی بر حافظ در چهار جلد و چند بار تجدیدِ چاپ؛ چاپِ پنجم در تهران در سال ۱۳۶۶ ه‍.ش | تحلیلی دقیق‌تر از فارسی‌زبانان از بعضی از ابیات به‌عقیدهٔ گولپینارلی؛ سبقت بر شرح‌های سروری و شمعی؛ استناد به آن در دو ترجمه و شرحِ اروپایی با عنوان اشعار حافظ به فارسی با شرح سودی و دیوان غزل‌سرای بزرگ، حافظ |

## فرانسوی
جهانگردانِ غربی مانندِ دلا واله و ژان شاردن گفتگوهایی دربارهٔ حافظ و شهرتش داشتند و انگلبرت کمپفر نگاره‌ای از آرامگاهِ حافظ کشیده بود. بارتلمی دربلو، خاورشناسِ فرانسوی، در سال ۱۶۹۷ م و در کتابخانهٔ شرقیاش شرحِ حالی از حافظ نگاشته بود که منبعش، نوشته‌های لطفعلی‌بیگ آذر و دولتشاه سمرقندی بود. او حتی از نسخه‌ای از دیوانِ حافظ به‌همتِ شاهزاده فریدون خان و نیز شرحِ سودی آگاهی داشت. مدت‌ها پس از اقدامِ دربلو، فعالیتِ مهمِ دیگری در زمینهٔ حافظ‌پژوهی نشد تا اینکه در سال ۱۷۹۹ م، آنتوان ایزاک سیلوستر دوساسی فعالیتی ارزشمند در این زمینه انجام داد و بخشی از تذکرةالشعرای دولتشاه سمرقندی را براساسِ نسخه‌های دستنویسِ فارسیِ کتابخانهٔ سلطنتی پاریس ترجمه و چاپ کرد. او در انتهای این اثر، فهرستی از شاعرانِ یادشده در تذکره از جمله حافظ را آورد. بااین‌حال با توجه به گستردگیِ استقبال از حافظ در اتریش، آلمان و انگلیس نسبت به فرانسه، توجه به حافظ در فرانسه تنها از سوی چند علاقه‌مند به شعرِ فارسی ادامه یافت و چند نویسنده هم به حافظ، گرایش پیدا کردند. ژان باتیست گرانژره دولاگرانژ در سال ۱۸۱۳ م مقاله‌ای منتشر کرد و در آن از ترجمهٔ زندگیِ حافظ از تذکرةالشعرای دولتشاه توسط سیلوستر دوساسی یاد و دربارهٔ تفسیرهای تمثیلی و غزل‌های حافظ بحث کرد. او در سال ۱۸۲۶ م در برابرِ مخالفتِ بعضی از شرق‌شناسانِ مکتبِ تاریخیِ شرق‌شناسی علیه مکتبِ ادبی‌اش، در مطلبی با عنوانِ «دفاع از شعرِ شرقی» به هواداری از شعرِ شرقی پرداخت.
ژوزف آرتوردو گوبینو در سال ۱۸۳۸ م نخستین مقاله‌اش را با عنوانِ «دربارهٔ جنبشِ فکریِ شرق» به چاپ رساند که مقدمه‌ای برای جریانِ خاورشناسیِ علمیِ نوظهور بود. او در شماری از مقالاتش، شرح حالِ بزرگانِ شعرِ فارسی از جمله حافظ را به نگارش درآورد. ادگار کینه او را آغازکنندهٔ «رنسانس شرقی» دانست. گوبینو حافظ را در زمرهٔ بزرگانی می‌دانست که از پسِ هجومِ مغول سربرآورده بودند، دورانی که هم‌زمان با قرون وسطی در اروپا بود. او در ادامه می‌گوید پرورشِ شخصیت‌هایی مانند حافظ در سطحِ شاعرانِ بزرگِ جهان، تواناییِ اعجازِ ایران است. او اقداماتِ دولاگرانژ، هامرپورگشتال و گوته را می‌ستاید و آن را نشانهٔ این می‌داند که نبوغِ حافظ برای همهٔ خوانندگانِ کنجکاوِ میراثِ شعریِ بشریْ عیان است. در نیمهٔ دومِ سدهٔ نوزدهمِ میلادی، تنها یک ایران‌شناسِ فرانسوی به‌نام شارل دفرمری نسبت به زندگیِ حافظ، چاپ دیوانش و تفسیرهای آن توجه نشان داد و در مقاله‌ای با نام «نگاهی به زندگی و اشعارِ حافظ» که در سال ۱۸۵۸ م منتشر کرد، حافظ را در کنارِ سعدی و جامی بزرگ‌ترین شاعرانِ ایران دانست.

## ژاپنی
نخستین بار شیژرو آراکی، حافظ را در ژاپن معرفی کرد. در ۱۹۲۲ م اثری را با عنوان تحقیقات تاریخ ادبیات فارسی منتشر کرد. آراکی در این کتاب دربارهٔ دورانِ اوستا و فارسی باستان تا جامی پژوهش کرده است و سه صفحه از واپسین بخشِ آن را دربارهٔ حافظ نوشته است.
رئیچی گامو، ایران‌شناسِ ژاپنی در سال ۱۹۵۵ م در مقاله‌ای به معرفیِ حافظ و شرح حال و روزگارش پرداخت و شماری از ابیاتِ حافظ را نیز در آن آورد. او در کتابِ دیگرش دربارهٔ شعرِ تغزلیِ فارسی، از حافظ یاد کرده است.
تسونئو کورویاناگی در ۱۹۷۶ م در ترجمه‌ای کامل از دیوان به ژاپنی، به شرحِ احوال و افکارِ حافظ نیز پرداخته است. کورویاناگی در سال ۱۹۰۸ کتابی با عنوان شاعران ایرانی دربارهٔ ده شاعرِ بزرگِ فارسی به چاپ رساند که در آن به حافظ نیز پرداخته است. او در اثرِ دیگرش با نام تاریخ ادبیات فارسی نیز بخشی دربارهٔ شعر و زندگیِ حافظ دارد.